# Atami
Atami (熱海市?) è una città giapponese della prefettura di Shizuoka. Il nome significa letteralmente "Oceano caldo", poiché l'area sorgerebbe sopra una caldera vulcanica. Atami è infatti ricca di sorgenti termali (温泉?, Onsen), che hanno reso storicamente la città particolarmente nota. Il clima è inoltre marittimo, con estati calde e umide.

## Cultura

### Musei
- Moa Museum of Art

## Amministrazione

### Gemellaggi
Atami è gemellata con:
- Sanremo, dal 1976